# Kronolja

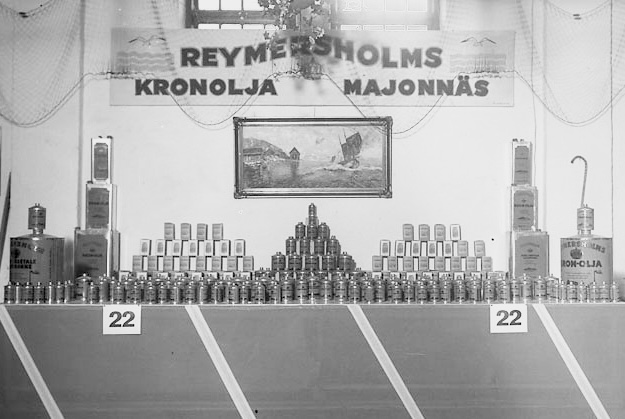
Mässmonter för Reymersholms kronolja och majonnäs på "Fiskerimässan". Eventuellt är bilden ifrån fiskeriavdelningen på Jubileumsutställningen i Göteborg 1923.

Kronolja var ett varumärke för matolja, lanserat under 1920-talet av företaget Reymersholm. Reymersholm var företaget som senare även producerade spriten Kronvodka. Kronolja, precis som Matolja var en anonym blandning av amerikansk-asiatisk jordnötsolja, bomullsfröolja, sesamolja och sojaolja.[källa behövs]
I slutet av 1800-talet och början av 1900-talet syftade dock "kronolja" i Sverige på maskinoljan Crown Oil, som inledningsvis importerades från ett företag i Greater Manchester, England.